# 白滝駅
白滝駅（しらたきえき）は、北海道紋別郡遠軽町白滝にある北海道旅客鉄道（JR北海道）石北本線の駅である。電報略号はラキ。事務管理コードは▲122514。駅番号はA45。全定期旅客列車が停車する。

## 歴史

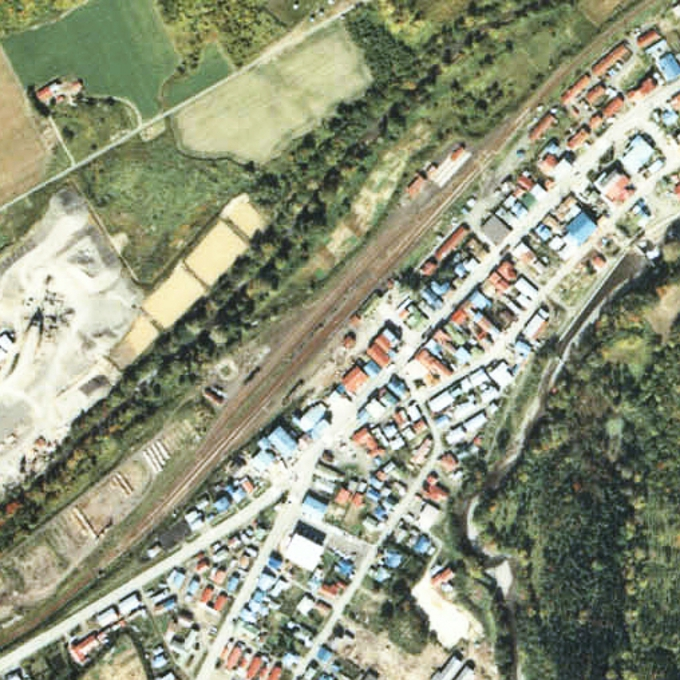
1977年の白滝駅と周囲約500m範囲。右上が遠軽方面。国鉄型配線2面3線とその外側に留置線、もしくは機回し線が2本、駅舎横上川側に貨物ホームと引込み線を2本、駅裏上川側に小規模なストックヤードとその前へ引込み線を有している。ヤードには貨物車両も留置されている。また、かつては中越駅（現中越信号場）との間で北見峠（石北トンネル）越えの補機用蒸気機関車の運用を行っており、ストックヤードの手前に転車台跡が残されている。

- 1929年（昭和4年）8月12日：鉄道省石北東線丸瀬布 - 当駅間開業にともない開業[4][5]。一般駅[1]。
- 1932年（昭和7年）10月1日：中越駅 - 当駅間延伸開業[5]。所属路線名が石北線に変更[5]。遠軽機関庫白滝分庫設置。
- 1949年（昭和24年）6月1日：公共企業体である日本国有鉄道に移管。
- 1961年（昭和36年）4月1日：所属路線が石北本線に改称[5]。
- 1964年（昭和39年）8月1日：遠軽機関区白滝機関支区廃止。
- 1981年（昭和56年）10月1日：同日のダイヤ改正で急行「大雪」の一部が特急「オホーツク」に編入格上げとなり、特急列車停車駅となる[6]。
- 1982年（昭和57年）11月15日：貨物取扱い廃止[1][7]。
- 1984年（昭和59年）
  - 2月1日：荷物取扱い廃止[1]。
  - 11月10日：駅員無配置駅となり[8]、簡易委託化。運転取扱い要員は継続配置。
- 1987年（昭和62年）4月1日：国鉄分割民営化により北海道旅客鉄道（JR北海道）に継承[5]。
- 1989年（平成元年）：駅舎改築[9]。
- 1992年（平成4年）
  - 月日不詳：運転取扱い要員無人化。
  - 4月1日：簡易委託廃止、完全無人化。
- 2023年（令和5年）8月6日 - 8月20日：大雨による土砂流出により上川駅と当駅間で運転見合わせとなる[10]。
- 2025年（令和7年）3月15日：同日のダイヤ改正で特急「オホーツク」「大雪」が特急「オホーツク」と特別快速「大雪」に再編され、全旅客列車停車駅となる[11]。

## 駅構造
2面3線の単式・島式の複合ホームを持つ地上駅。かつては多くの側線を有し、広大な構内だった。跨線橋はなく構内踏切を渡る。
遠軽駅管理の無人駅。自動券売機設置なし。駅舎内に2箇所の待合室と、男女別の水洗式便所があるほか、2・3番のりばにも待合室が設置されている。

### のりば
| 番線 | 路線      | 方向 | 行先           |
| ---- | --------- | ---- | -------------- |
| 1    | ■石北本線 | 上り | 旭川・札幌方面 |
| 2・3 | ■石北本線 | 下り | 遠軽・網走方面 |

- 遠軽駅と当駅を結ぶ区間列車が設定されている。3番線を使用する。

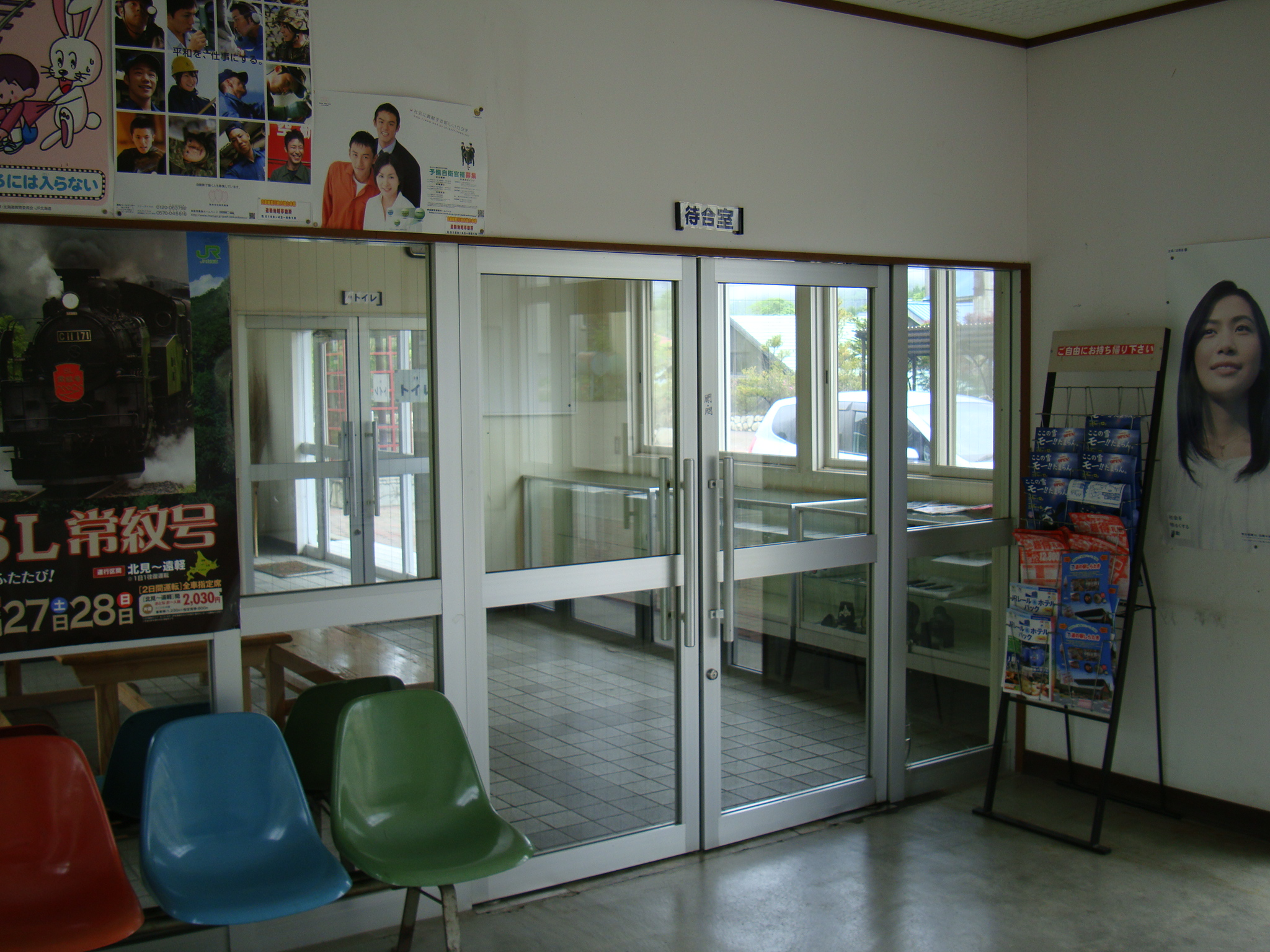
待合室
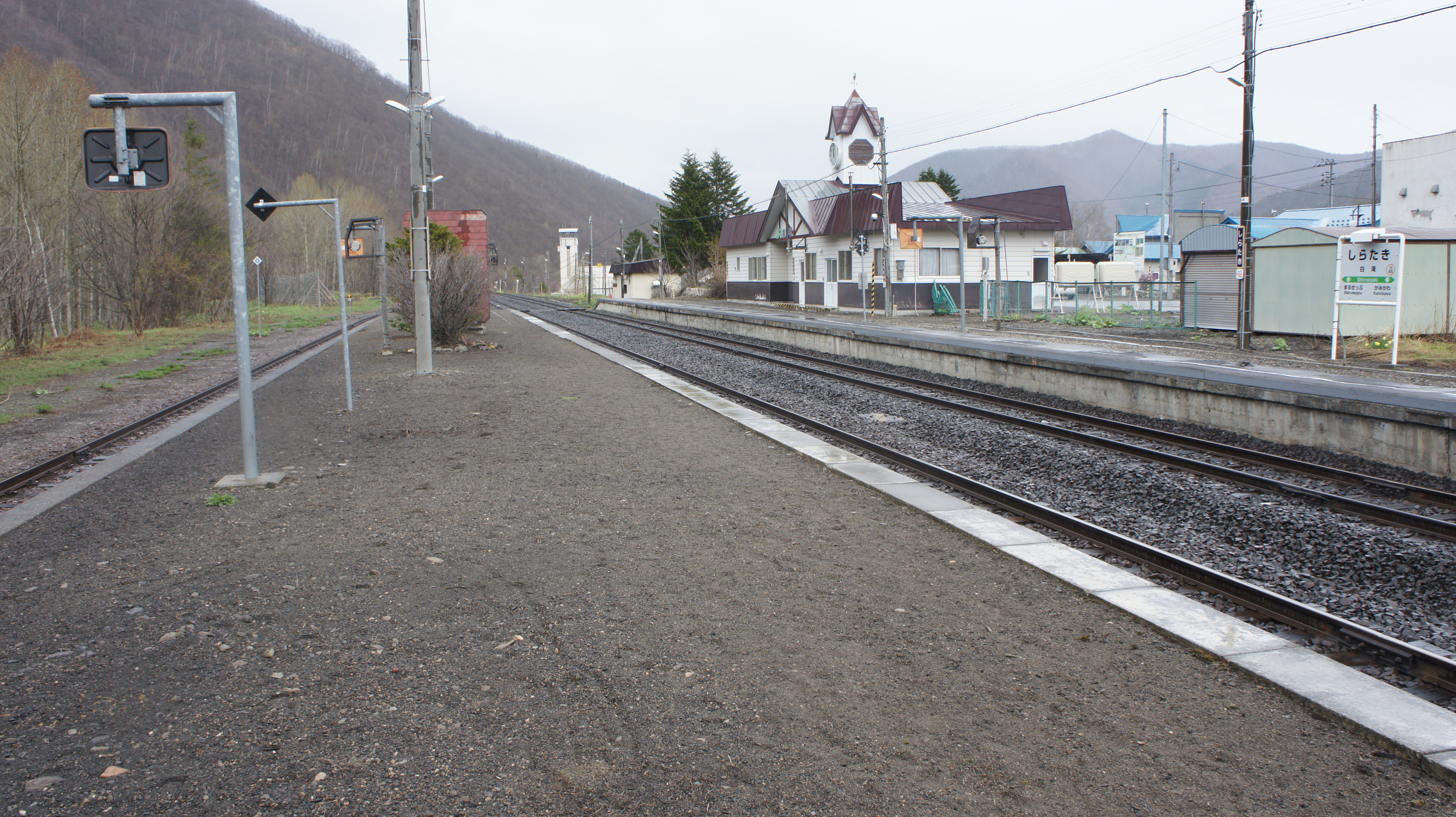
ホーム
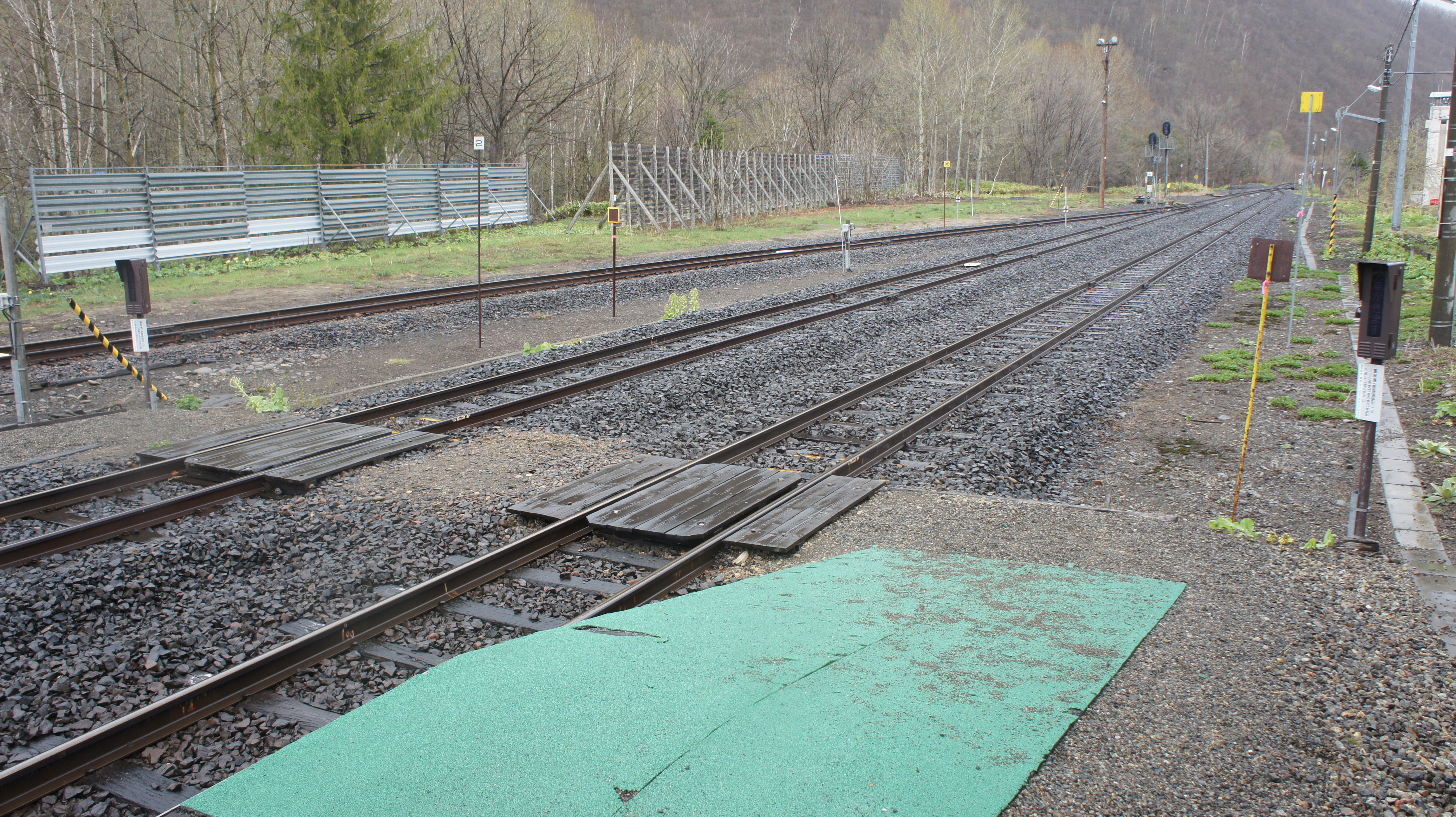
構内踏切
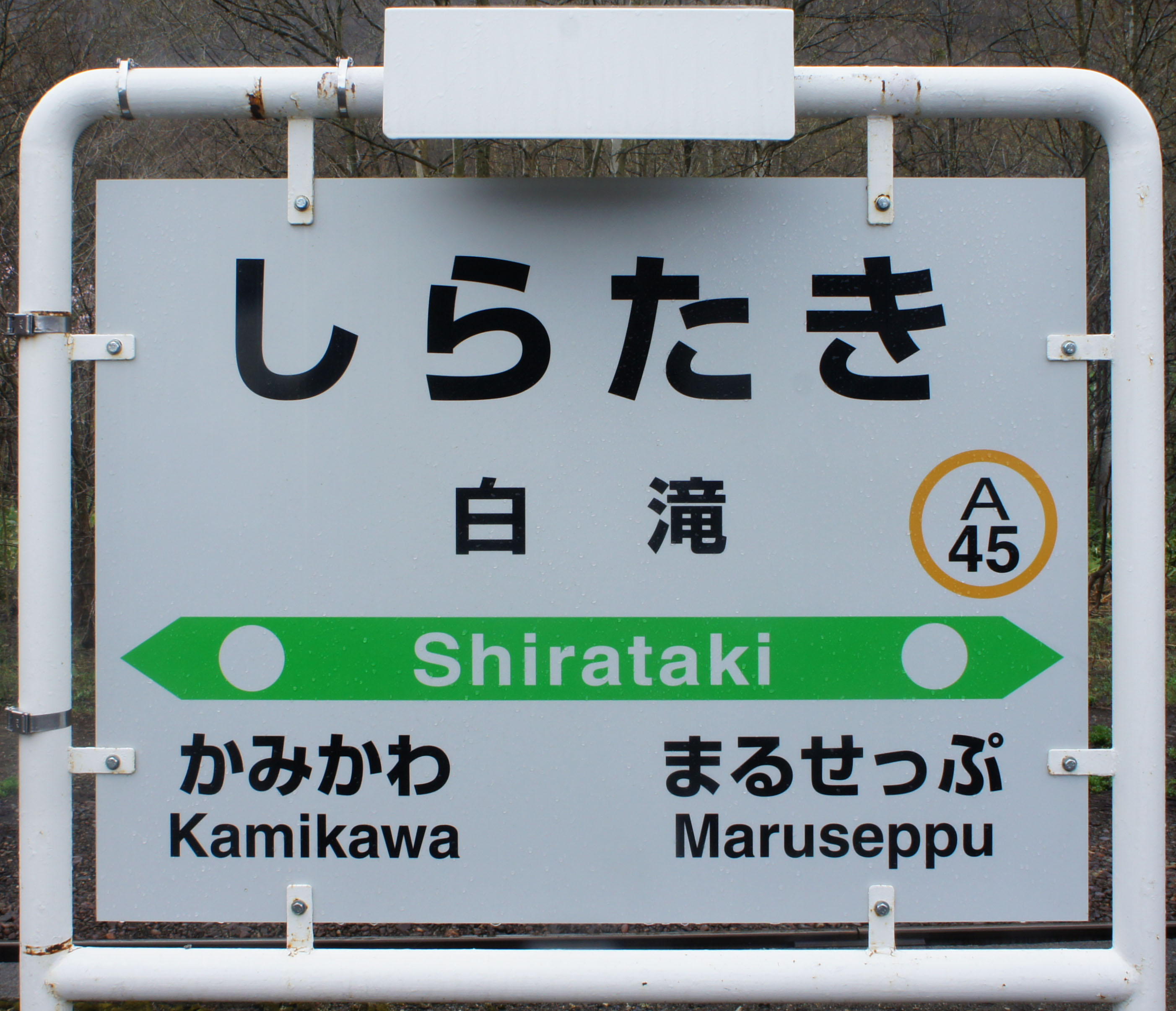
駅名標

## 利用状況
乗車人員の推移は以下のとおり。年間の値のみ判明している年については、当該年度の日数で除した値を括弧書きで1日平均欄に示す。乗降人員のみが判明している場合は、1/2した値を括弧書きで記した。
また、「JR調査」については、当該の年度を最終年とする過去5年間の各調査日における平均である。
| 年度               | 乗車人員 | 乗車人員 | 乗車人員 | 出典       | 備考 |
| 年度               | 年間     | 1日平均  | JR調査   | 出典       | 備考 |
| ------------------ | -------- | -------- | -------- | ---------- | ---- |
| 1978年（昭和53年） |          | 188      |          | [ 12 ]     |      |
| 2016年（平成28年） |          |          | 15.0     | [ JR北 1 ] |      |
| 2017年（平成29年） |          |          | 11.4     | [ JR北 2 ] |      |
| 2018年（平成30年） |          |          | 9.0      | [ JR北 3 ] |      |
| 2019年（令和元年） |          |          | 7.2      | [ JR北 4 ] |      |
| 2020年（令和02年） |          |          | 7.2      | [ JR北 5 ] |      |
| 2021年（令和03年） |          |          | 8.8      | [ JR北 6 ] |      |
| 2022年（令和04年） |          |          | 8.8      | [ JR北 7 ] |      |
| 2023年（令和05年） |          |          | 8.2      | [ JR北 8 ] |      |

## 駅周辺
旧白滝村（2005年10月1日遠軽町と合併）の中心駅。
- 北海道道558号白滝原野白滝停車場線
- 国道333号
- 旭川紋別自動車道白滝インターチェンジ、「白滝」バス停留所（約1.3 km）
- 遠軽町役場白滝総合支所（旧・白滝村役場）
- 遠軽警察署白滝駐在所
- 白滝郵便局
- 遠軽信用金庫丸瀬布支店 白滝出張所
- えんゆう農業協同組合（JAえんゆう）白滝支所
- 白滝ハイヤー（廃業)

## その他
かつて石北本線には旧：白滝村内に奥白滝、上白滝、白滝、旧白滝、下白滝、と「白滝」と名のつく駅が5駅連続していた。各駅の沿革については当該項目を参照。

## 隣の駅
北海道旅客鉄道（JR北海道）
■石北本線

■普通
上川駅 (A43) -  *天幕駅 - （中越信号場） - （上越信号場） - （奥白滝信号場）- *上白滝駅 (A44) - 白滝駅 (A45) - *旧白滝駅 (A46) - （下白滝信号場） - 丸瀬布駅 (A48)
*打消線は廃駅
上川駅 - 当駅間は、在来線の定期旅客列車が運行する路線としては、JR最長の駅間(37.3 km)となっている。